# Линейная рекуррентная последовательность
Линейная рекуррентная последовательность (линейная рекуррента, возвратная последовательность) — числовая последовательность {\displaystyle x_{0},x_{1},\dots }, задаваемая линейным рекуррентным соотношением:
{\displaystyle x_{n}=a_{1}\cdot x_{n-1}+\dots +a_{d}\cdot x_{n-d}} для всех {\displaystyle n\geqslant d}
с заданными начальными членами {\displaystyle x_{0},\dots ,x_{d-1}}, где {\displaystyle d} — фиксированное натуральное число, {\displaystyle a_{1},\dots ,a_{d}} — заданные числовые коэффициенты, {\displaystyle a_{d}\neq 0}. При этом число {\displaystyle d} называется порядком последовательности.
Теория линейных рекуррентных последовательностей является точным аналогом теории линейных дифференциальных уравнений с постоянными коэффициентами.
Частными случаями линейных рекуррентных последовательностей являются последовательности Люка {\displaystyle x_{n}=P\cdot x_{n-1}-Q\cdot x_{n-2}}, в частности
арифметические прогрессии ({\displaystyle (P,Q)=(2,1)}), геометрические прогрессии ({\displaystyle P\neq Q=0}, где {\displaystyle x_{1}=Px_{0}}), числа Фибоначчи ({\displaystyle (P,Q)=(1,-1)}), числа Люка ({\displaystyle (P,Q)=(1,-1)}); числа трибоначчи, удовлетворяющие {\displaystyle x_{n}=x_{n-1}+x_{n-2}+x_{n-3}} и ряд других обобщений чисел Фибоначчи.
Основы теории линейных рекуррентных последовательностей были даны в 1720-е годы Абрахамом де Муавром и Даниилом Бернулли; Леонард Эйлер изложил её в тринадцатой главе «Введения в анализ бесконечно-малых» (1748). Позднее Пафнутий Чебышёв и ещё позже Андрей Марков изложили эту теорию в своих курсах исчисления конечных разностей.
Среди приложений — применение линейных рекуррентные последовательностей над кольцами вычетов для генерации псевдослучайных чисел.

## Характеристический многочлен
Для линейных рекуррентных последовательностей существует формула, выражающая общий член последовательности через корни её характеристического многочлена:
{\displaystyle \lambda ^{d}-a_{1}\lambda ^{d-1}-\dots -a_{d-1}\lambda -a_{d}},
общий член выражается в виде линейной комбинации {\displaystyle d} последовательностей вида:
{\displaystyle x_{n}=\lambda _{k}^{n}\cdot n^{m},}
где {\displaystyle \lambda _{k}} — корень характеристического многочлена и {\displaystyle m} — целое неотрицательное число меньшее, чем кратность {\displaystyle \lambda _{k}}.
Для чисел Фибоначчи такой формулой является формула Бине.
Например, для нахождения формулы общего члена последовательности {\displaystyle F_{n}}, удовлетворяющей линейному рекуррентному уравнению второго порядка {\displaystyle F_{n}=b\cdot F_{n-1}+c\cdot F_{n-2}} с начальными значениями {\displaystyle F_{1}}, {\displaystyle F_{2}}, следует решить характеристическое уравнение
{\displaystyle q^{2}-bq-c=0}.
Если уравнение имеет два различных корня {\displaystyle q_{1}} и {\displaystyle q_{2}}, отличных от нуля, то для произвольных постоянных {\displaystyle A} и {\displaystyle B}, последовательность
{\displaystyle F_{n}=A\cdot q_{1}^{n}+B\cdot q_{2}^{n},}
удовлетворяет рекурентному соотношению; остаётся найти числа {\displaystyle A} и {\displaystyle B}, что
{\displaystyle F_{1}=A\cdot q_{1}+B\cdot q_{2}} и {\displaystyle F_{2}=A\cdot q_{1}^{2}+B\cdot q_{2}^{2}}.
Если же дискриминант характеристического уравнения равен нулю и значит уравнение имеет единственный корень {\displaystyle q_{1}}, то для произвольных постоянных {\displaystyle A} и {\displaystyle B}, последовательность:
{\displaystyle F_{n}=(A+B\cdot n)\cdot q_{1}^{n}}
удовлетворяет рекурентному соотношению; остаётся найти числа {\displaystyle A} и {\displaystyle B}, что
{\displaystyle F_{1}=(A+B)\cdot q_{1}} и {\displaystyle F_{2}=(A+B\cdot 2)\cdot q_{1}^{2}}.
В частности, для последовательности, определяемой следующим линейным рекуррентным уравнением второго порядка:
{\displaystyle F_{n}=5\cdot F_{n-1}-6\cdot F_{n-2}}; {\displaystyle F_{1}=1}, {\displaystyle F_{2}=-2}
корнями характеристического уравнения {\displaystyle q^{2}-5\cdot q+6=0} являются {\displaystyle q_{1}=2}, {\displaystyle q_{2}=3}. Поэтому:
{\displaystyle F_{n}=-2\cdot (3^{n-1}-2^{n-1})-6\cdot (3^{n-2}-2^{n-2})}.
Окончательно:
{\displaystyle F_{n}=5\cdot 2^{n-1}-4\cdot 3^{n-1}}.